# Raffaello live
Raffaello live è il terzo album del cantante neomelodico napoletano Raffaello, pubblicato nel 2007. È il suo primo album live ed è stato pubblicato sia su CD che su DVD.

## Tracce CD
1. Ma che favola che sei
2. Giuro che ti amo
3. Ma questo non è amore
4. Intro live
5. La nostra storia
6. O vuò bbene ancora
7. Vai via adesso
8. Se ancora non ti va
9. Vivo di te - (con Nancy Coppola)
10. Scivola quel jeans

## Tracce DVD
1. Intro live
2. La nostra storia
3. Nun ce fanno lassà
4. Nun po' cuntinuà
5. Ce suoffre ancora - (con Giuseppe Michelino)
6. Tuo padre non vuole
7. Se ancora non ti va
8. Tirati su quei pantaloni
9. Vai via adesso
10. 'O sarracino
11. Napule
12. Vivo di te - (con Nancy Coppola)
13. Vancello a dicere
14. Te vengo a piglià
15. Mente cuore
16. So' femmene
17. Scivola quel jeans
18. O vuò bbene ancora
19. La nostra storia